# Caenurgina erichto
Caenurgina erichto är en fjärilsart som beskrevs av Achille Guenée 1852. Caenurgina erichto ingår i släktet Caenurgina och familjen nattflyn. Inga underarter finns listade i Catalogue of Life.